# GPR183
GPR183 (англ. G protein-coupled receptor 183) — білок, який кодується однойменним геном, розташованим у людей на короткому плечі 13-ї хромосоми. Довжина поліпептидного ланцюга білка становить 361 амінокислот, а молекулярна маса — 41 224.
| 10         |  | 20         |  | 30         |  | 40         |  | 50         |
| ---------- |  | ---------- |  | ---------- |  | ---------- |  | ---------- |
| MDIQMANNFT |  | PPSATPQGND |  | CDLYAHHSTA |  | RIVMPLHYSL |  | VFIIGLVGNL |
| LALVVIVQNR |  | KKINSTTLYS |  | TNLVISDILF |  | TTALPTRIAY |  | YAMGFDWRIG |
| DALCRITALV |  | FYINTYAGVN |  | FMTCLSIDRF |  | IAVVHPLRYN |  | KIKRIEHAKG |
| VCIFVWILVF |  | AQTLPLLINP |  | MSKQEAERIT |  | CMEYPNFEET |  | KSLPWILLGA |
| CFIGYVLPLI |  | IILICYSQIC |  | CKLFRTAKQN |  | PLTEKSGVNK |  | KALNTIILII |
| VVFVLCFTPY |  | HVAIIQHMIK |  | KLRFSNFLEC |  | SQRHSFQISL |  | HFTVCLMNFN |
| CCMDPFIYFF |  | ACKGYKRKVM |  | RMLKRQVSVS |  | ISSAVKSAPE |  | ENSREMTETQ |
| MMIHSKSSNG |  | K          |  |            |  |            |  |            |

A: Аланін

C: Цистеїн

D: Аспарагінова кислота

E: Глутамінова кислота

F: Фенілаланін

G: Гліцин

H: Гістидин

I: Ізолейцин

K: Лізин

L: Лейцин

M: Метіонін

N: Аспарагін

P: Пролін

Q: Глутамін

R: Аргінін

S: Серин

T: Треонін

V: Валін

W: Триптофан

Кодований геном білок за функціями належить до рецепторів, g-білокспряжених рецепторів, білків внутрішньоклітинного сигналінгу, фосфопротеїнів. 
Задіяний у таких біологічних процесах, як адаптивний імунітет, імунітет. 
Локалізований у клітинній мембрані, мембрані.